# Котонер, Николас
Никола́с Котоне́р и де Оле́са (исп. Nicolás Cotoner y de Oleza; 1605, Пальма-де-Мальорка — 26 апреля 1680, Валлетта) — 60/61-й Великий магистр ордена госпитальеров (1663—1680), младший брат Рафаэля Котонера, 60/61-й Великого магистра Мальтийского ордена.

## Орфография и передача имени
- Николас Котонер[3]
- лат. Nicolavs Cotoner — на монетах
- исп. Nicolás Cotoner y de Oleza[4]
- фр. Nicolas Cotoner[5]
- фр. Nicolas Cotoner[6]
- итал. Nicolao Cotoner[7][8]

Передача с испанского языка — Николас Котонер, с французского — Никола Котоне, с итальянского — Николао Котонер, с латинского — Николаус Котонер.

## Биография
Николаса Котонера относят то к французским, то к испанским рыцарям. Тем не менее, 61-й великий магистр ордена иоаннитов был похоронен в капелле «языка» Арагона, но не Франции, Кастилии или Италии.
Николас Котонер и де Олеса происходил из весьма знатной фамилии Мальорки. На гербе семьи изображён вырванный из почвы куст хлопка, от которого происходит название фамилии. Своими корнями род уходил в Тоскану, откуда в XIV веке один из его представителей прибыл на Мальорку. Николас Котонер родился в 1605 году в Пальме, столице Мальорки.
Николас Котонер унаследовал от старшего брата Рафаэля должность бальи Мальорки (el bailiazgo de Mallorca), был избран великим магистром после его смерти, значительно укрепил остров, построив серию крепостей. Важнейшая мощная линия обороны на холме Санта Маргарита стала называться в его честь — Ла Котонера (La Cotonera). Целью фортификационного сооружения была защита населения острова в случае турецкого нападения. Для возведения укрепления магистр прибег к помощи герцога Савойского (duque de Saboya), откомандировавшего для того на остров своего подданного, известного военного инженера графа де Вальперга (conde de Valperga). 28 августа 1670 года великий магистр торжественно заложил первый камень. Возведение линии длилось около 10 лет, затем было приостановлено из-за недостатка средств, а завершилось 30 лет спустя.
В правление Рафаэля и Николаса Котонеров известный художник-караваджист Матиас Прети расписывал потолок в соборе св. Иоанна и за свою прекрасную работу удостоился посвящения в рыцари Мальтийского ордена. Согласно другим источникам, в рыцари художника посвятил папа римский Урбан VIII. Работы велись 13 лет. К другим значимым свершениям Николаса Котонера относится основание кафедры анатомии и кафедры медицины в Школе сакральной хирургии (Sacra Infermeria) в 1674 году, а также принятие устава и уложений ордена в том же году.
Умер великий магистр Николас Котонер и де Олеса после мучительной и продолжительной болезни 20 апреля 1680 года. Похоронен, как и старший брат Рафаэль, в Валлетте в соборе св. Иоанна в капелле «языка» Арагона (фр. dans la chapelle de la Langue d’Aragon; исп. en la Capilla da la Lengua de Aragón). Иные источники указывают другой день смерти: 26 апреля, 29 апреля, или 29 августа.
Эпитафия и описание выпущенных за время его правления монет и двух медалей приведены в книге «Анналы Мальтийского ордена» (Annales de l’Ordre de Malte).